# Дубки (Кингисеппский район)
Дубки (ижор. Tammikontu) — деревня в  Вистинском сельском поселении Кингисеппского района Ленинградской области.

## История
На карте Санкт-Петербургской губернии Ф. Ф. Шуберта 1834 года обозначена деревня Старая Сменкова или Дубки, а к югу от неё Сменкова (Дубки).

БОЛЬШОЕ И МАЛОЕ СМЕНКОВО — деревни  принадлежат ведомству Ораниенбаумского дворцового правления, число жителей по ревизии: 44 м. п., 43 ж. п. (1838 год)

В пояснительном тексте к этнографической карте Санкт-Петербургской губернии П. И. Кёппена 1849 года она записана как деревня Tammienkondu (Дубки) и указано количество её жителей на 1848 год: эвремейсов — 1 ж. п.; ижоры — 18 м. п., 24 ж. п.; всего 43 человека. Ижоры относились к православному Сойкинскому Николаевскому приходу, эвремейсы — к лютеранскому приходу Сойккола.
На карте профессора С. С. Куторги 1852 года упоминается деревня Старая Сменкова Дубки.

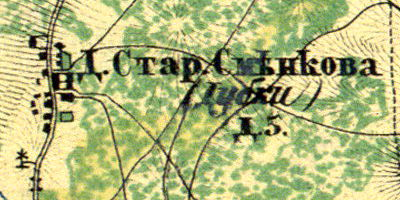
Деревня Дубки на карте 1860 года

Согласно «Топографической карте частей Санкт-Петербургской и Выборгской губерний» в 1860 году деревня называлась Старая Сменкова (Дубки) и состояла из 5 крестьянских дворов.

СМЕНКОВО (ДУБКИ) — деревня Дворцового ведомства при Финском заливе и колодцах, число дворов — 10, число жителей: 43 м. п., 53 ж. п. (1862 год)

В конце XIX — начале XX века деревня административно относилась к Лужицкой волости 2-го стана Ямбургского уезда Санкт-Петербургской губернии. Население деревни было исключительно ижорским.
В 1917 году деревня Дубки входила в состав Лужицкой волости Ямбургского уезда.
С 1917 по 1924 год деревня Дубки входила в состав Кошкинского сельсовета Сойкинской волости Кингисеппского уезда.
С 1924 года в составе Мишинского сельсовета.
Согласно данным переписи населения СССР 1926 года в деревне Дубки проживали 108 человек, все ижоры.
С 1927 года в составе Котельского района.
С 1928 года в составе Сойкинского сельсовета.

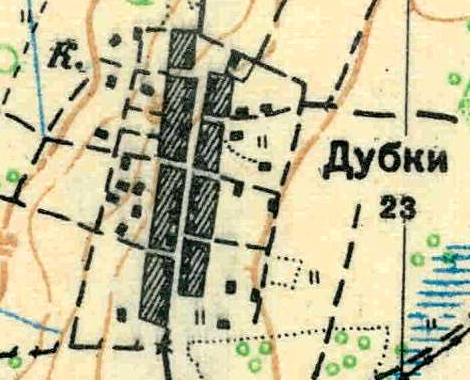
План деревни Дубки. 1930 год

Согласно топографической карте 1930 года деревня насчитывала 23 двора.
С 1931 года в составе Кингисеппского района.
По данным 1933 года деревня Дубки входила в состав Сойкинского сельсовета Кингисеппского района.
В 1939 году население деревни Дубки составляло 119 человек.
Деревня была освобождена от немецко-фашистских оккупантов 1 февраля 1944 года.
В 1958 году население деревни Дубки составляло 44 человека.
По данным 1966, 1973 и 1990 годов деревня Дубки также входила в состав Сойкинского сельсовета Кингисеппского района.
В 1997 году в деревне Дубки проживали 17 человек, в 2002 году — 15 человек (русские — 93 %), деревня входила в состав Сойкинской волости с административным центром в деревне Вистино, в 2007 году — вновь 17 человек.

## География
Деревня расположена в северной части района на автодороге А180 (E 20) (Санкт-Петербург — Ивангород — граница с Эстонией) «Нарва».
Расстояние до административного центра поселения — 4 км.
Расстояние до ближайшей железнодорожной платформы Косколово — 11 км.
Деревня находится на Сойкинском полуострове у побережья Финского залива.

## Демография
| 1862 | 2007 | 2010 | 2017 |
| ---- | ---- | ---- | ---- |
| 96   | ↘17  | ↗22  | ↗28  |

### Национальный состав
Согласно данным Всероссийской переписи населения 2021 года в деревне проживали 14 человек, из них:
 русские — 13, татары — 1 человек.